# 395
| [ Edytuj tabelę ] |                                                            |
| Cesarz Bizancjum  | - 395 Arkadiusz 408                                        |
| Władca Guptów     | - 375 Ćandragupta II 414                                   |
| Chan Hunów        | - 390 Uldin 411                                            |
| Władca Korei      | - 391 Kwanggaet’o Wielki 413                               |
| Papież            | - 384 Syrycjusz 399                                        |
| Król Persji       | - 388 Bahram IV 399                                        |
| Cesarz Rzymu      | - 379 Teodozjusz I Wielki 395 - 395 Flawiusz Honoriusz 423 |
| Król Wandalów     | - 359 Godigisel 406                                        |
| Król Wizygotów    | - 395 Alaryk 410                                           |

Rok 395 / CCCXCV
stulecia: III wiek ~
IV wiek ~
V wiek

lata: 385 «
390 «
391 «
392 «
393 «
394 «
395
» 396
» 397
» 398
» 399
» 400
» 405

## Wydarzenia
- 17 stycznia – podział Cesarstwa Rzymskiego między synów Teodozjusza na część wschodnią (Arkadiusz) i zachodnią (Honoriusz).
- 27 kwietnia – cesarz wschodniorzymski Arkadiusz ożenił się z Aelią Eudoksją.

- Augustyn z Hippony został biskupem Hippo Regius.
- Alaryk został królem Wizygotów.
- Wizygoci zaatakowali Trację i Macedonię.
- Hunowie najechali Bliski Wschód.

## Urodzili się
- Geroncjusz z Jerozolimy, mnich.

## Zmarli
- 10 stycznia – Grzegorz z Nyssy, biskup.
- 17 stycznia – Teodozjusz I Wielki, cesarz rzymski (ur. 347).
- 27 listopada – Flawiusz Rufin, prefekt pretorianów.
- Libanios, grecki retor (ur. 314).